# イワン・ハンドシキン
イヴァン・イェフスタフィエヴィチ・ハンドシキン（Иван Евстафьевич Хандошкин / Ivan Yevstafyevich Khandoshkin, * 1747年 サンクトペテルブルク - †1804年3月29日または30日 同地）はロシア帝国のヴァイオリン奏者・作曲家。おそらく農奴として生まれたが、長じて弦楽器のヴィルトゥオーゾとなり、エカチェリーナ2世統治下における「18世紀ロシア最上のヴァイオリニスト」と呼ばれた。ウクライナでの名称はイワン・オスタノヴィチ・ハンドシュコ（ウクライナ語: Іван Остапович Хандошко）。
ウクライナのコサックの出身。幼くして才能を見せ、ティト・ポルタ（Tito Porta）やドメニコ・ダッロリオ（Domenico dall'Oglio）、ピエトロ・ペーリ（Pietro Peri）らイタリア人音楽家の薫陶と感化を受ける。1765年より宮廷楽団員となり、やがて楽長に昇進した。また芸術アカデミーにおいてヴァイオリン教師を務める。1785年に農奴の身分から解放され、グリゴリー・ポチョムキンと共にイェカチェリノスラフに音楽院を設立するが、この努力は破綻し、1789年にペテルブルクに戻り、同地で没した。
実生活については大半が不明のままであり、その死後に誤ってハンドシキン作として伝えられてきた作品も多い。例としてはミハイル・ゴルトシュタインによるとされるヴィオラ協奏曲などが挙げられる。
主要な作品に、《ヴァイオリン二重奏のための6つのソナタ》や《無伴奏ヴァイオリンのための3つのソナタ》のほかに、ヴァイオリンと通奏低音楽器のための《ロシアの唄による変奏曲（Chansons Russes variées）》や、ヴァイオリンとヴィオラのための《ロシアの唄による6つの変奏曲（Six chansons russes avec des variations）》、ヴァイオリン二重奏のための《ロシアの唄による6つの変奏曲（Six chansons russes avec variations）》と《ロシアの唄による変奏曲（Chansons Russes variées）》、さらに管弦楽のための2つの《ポロネーズ》と上記の通り偽作説のある《ヴィオラ協奏曲ハ長調》がある。ハンドシキンの作風は西欧の音楽とロシア音楽の特徴を融合させたものであり、ロシア民謡を題材に使ったという点で当時としては貴重な存在である。

## 註記
1. 1 2  Geoffrey Norris, "Ivan Khandoshkin". The New Grove Dictionary of Music and Musicians online.
2. ↑  Naxos